# Concerto em Lisboa
Concerto em Lisboa é um álbum ao vivo da cantora Mariza. Ficou registado em CD e DVD em três edições diferentes: um CD com 16 fados; uma edição especial limitada CD/DVD que integra 18 temas mais a gravação vídeo, efectuada pela BBC, de uma actuação da cantora na Tasca do Chico (Bairro Alto); e um DVD que, além do concerto de Belém, inclui imagens da sua preparação.

## O Concerto
Em palco estiveram durante o espectáculo, Mariza, com a voz, Vasco Sousa, no baixo, António Neto, na guitarra acústica, e Luís Guerreiro, na guitarra portuguesa. No lado direito do palco, esteve também uma secção de percussão, que acompanhou a intérprete fadista em Barco Negro e Feira de Castro. Do lado esquerdo do palco, sob a condução do brasileiro Jacques Morelenbaum, tocava a prestigiada Sinfonietta de Lisboa.
Mariza chegou ao palco, batendo palmas e acenando ao público, de vestido rodado negro, como habitualmente, da criação de João Rôlo, com um bolero e adereçada com vários colares de várias voltas, que recordam inspirações africanas. Cumprimentou Jacques e iniciou a interpretação de Loucura. Depois desta música, apresenta-se ao público e deseja-lhe um «serão muito agradável».

Quando começa a cantar Maria Lisboa, primeiro tema da noite interpretado sem acompanhamento da orquestra, pediu acompanhamento do público com palmas, a par das guitarras, acompanhamento este que, quase no fim, mereceu da fadista um «Obrigada Lisboa!». Após Montras, onde evocou uma Lisboa mais contemporânea que na música anterior, inicia Há uma música do povo, referindo inicialmente
| “ | Para mim, o melhor poeta português do século XX, Fernando Pessoa. | ” |

Em Barco Negro, é acompanhada somente pelas guitarras e percussão, e contou com a participação do público na sua interpretação, no primeiro e segundo refrões da música.
Duas lágrimas de orvalho significou o segundo momento mais alto do concerto, acompanhada somente por Jacques Morelenbaum no violoncelo. Seguiu-se o single Cavaleiro Monge.
Já na interpretação de Feira de Castro, é acompanhada pela guitarras e percussão, novamente. Com a Sinfonietta de Lisboa, interpreta Desejos Vãos, logo em seguida.
Apresenta o seu fado favorito, Primavera, e depois as duas últimas músicas do concerto, Chuva, com letra de Jorge Fernando, numa actuação iniciada pela guitarra acústica de António Neto, e Ó gente da minha terra, que se tornou o momento-chave da noite e um dos mais recordados pela imprens. Durante a interpretação, Mariza olha para o público e emociona-se, começando a chorar e acabando por interromper a música. Foi a última actuação da noite.
| Críticas profissionais                                                      | Críticas profissionais |
| Avaliações da crítica                                                       | Avaliações da crítica  |
| Fonte                                                                       | Avaliação              |
| --------------------------------------------------------------------------- | ---------------------- |
| Allmusic                                                                    | [ 5 ]                  |
| Esta tabela precisa de ser acompanhada por texto em prosa. Consulte o guia. |                        |

## Faixas

### CD
1. Loucura
2. Medo
3. Maria Lisboa
4. Montras
5. Há Uma Música Do Povo
6. Menino Do Bairro Negro
7. Meu Fado Meu
8. Duas Lágrimas De Orvalho
9. Cavaleiro Monge
10. Recusa
11. Há Palavras Que Nos Beijam
12. Feira De Castro
13. Desejos Vãos
14. Primavera
15. Chuva
16. Ó Gente Da Minha Terra

### DVD
1. Loucura
2. Medo
3. Maria Lisboa
4. Montras
5. Há uma música do povo
6. Barco negro
7. Menino do bairro negro
8. Meu Fado Meu
9. Duas lágrimas de orvalho
10. Cavaleiro Monge
11. Recusa
12. Quando me sinto só
13. Há palavras que nos beijam
14. Feira de Castro
15. Desejos vãos
16. Primavera
17. Chuva
18. Ó gente da minha terra